# Ростовская государственная филармония
Ростовская государственная филармония — филармония в городе Ростов-на-Дону.
Адрес: Ростов-на-Дону, улица Б. Садовая, 170.

## История
До середины 1930-х годов симфонические и камерные концерты в Ростове-на-Дону давались музыкальными учебными заведениями и государственным Радиокомитетом.
21 марта 1935 года согласно Постановлением Президиума Азово-Черноморского исполкома для «налаживания музыкального обслуживания края» была создана Ростовская государственная филармония. Большой вклад в создании филармонии внёс его первый руководитель — музыковед, педагог, Заслуженный деятель искусств РСФСР Григорий Савельевич Домбаев.
Открывшая Ростовская Государственная филармония стала частью музыкальной культуры Юга России. В его составе около 80 лет даёт концерты Ростовский академический симфонический оркестр. В репертуаре оркестра старинная музыка и современная музыка. За прошедшие годы оркестром руководили дирижёры: Николай Аносов, Марк Паверман, Леонид Кац, Семён Коган, Равиль Мартынов и др.
Кроме симфонического оркестра за первое десятилетие в филармонии появились Ансамбль песни и пляски «Донских казаков» и музыкально-литературный лекторий, созданный в начале Великой Отечественной войны.
В настоящее время в Ростовской филармонии работают музыкальные коллективы и солисты, среди них — народные и заслуженные артисты РФ, лауреаты и дипломанты Всероссийских и международных конкурсов. В Ростовской филармонии работают созданные в разные годы творческие коллективы: отдел музыкально-литературных программ «Классик-концерт», Государственный концертный оркестр духовых инструментов им. В. Н. Еждика, оркестр русских народных инструментов «Дон», ансамбль русских народных инструментов «Донцы», Эстрадно-джазовый оркестр им. К. Назаретова, шоу-группа «Амазонки».

## Здание филармонии

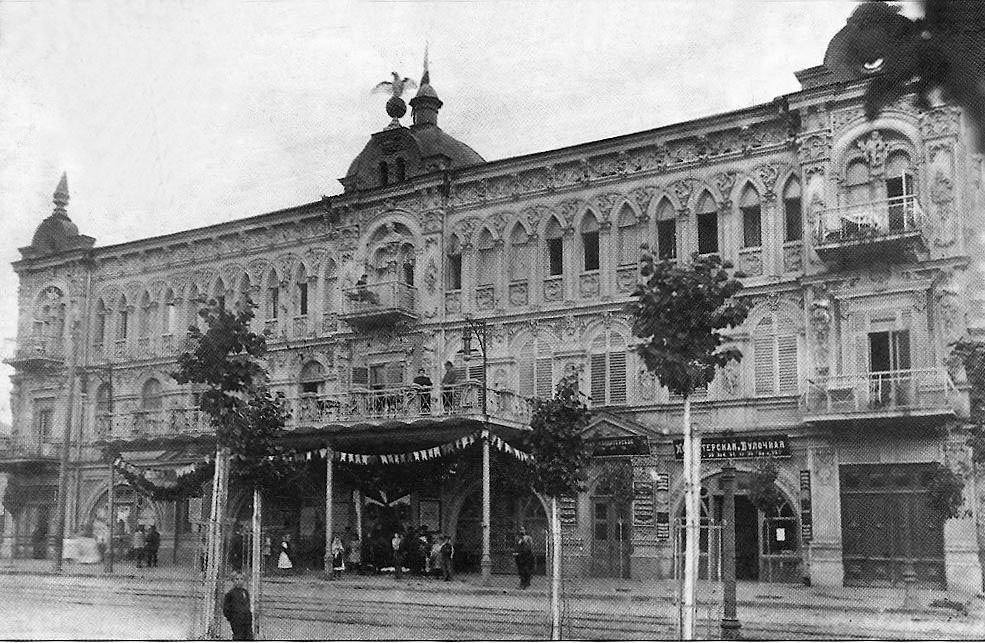
Кафе театр Марс. Дом К. В. Чарахчианца. Парадный вход.

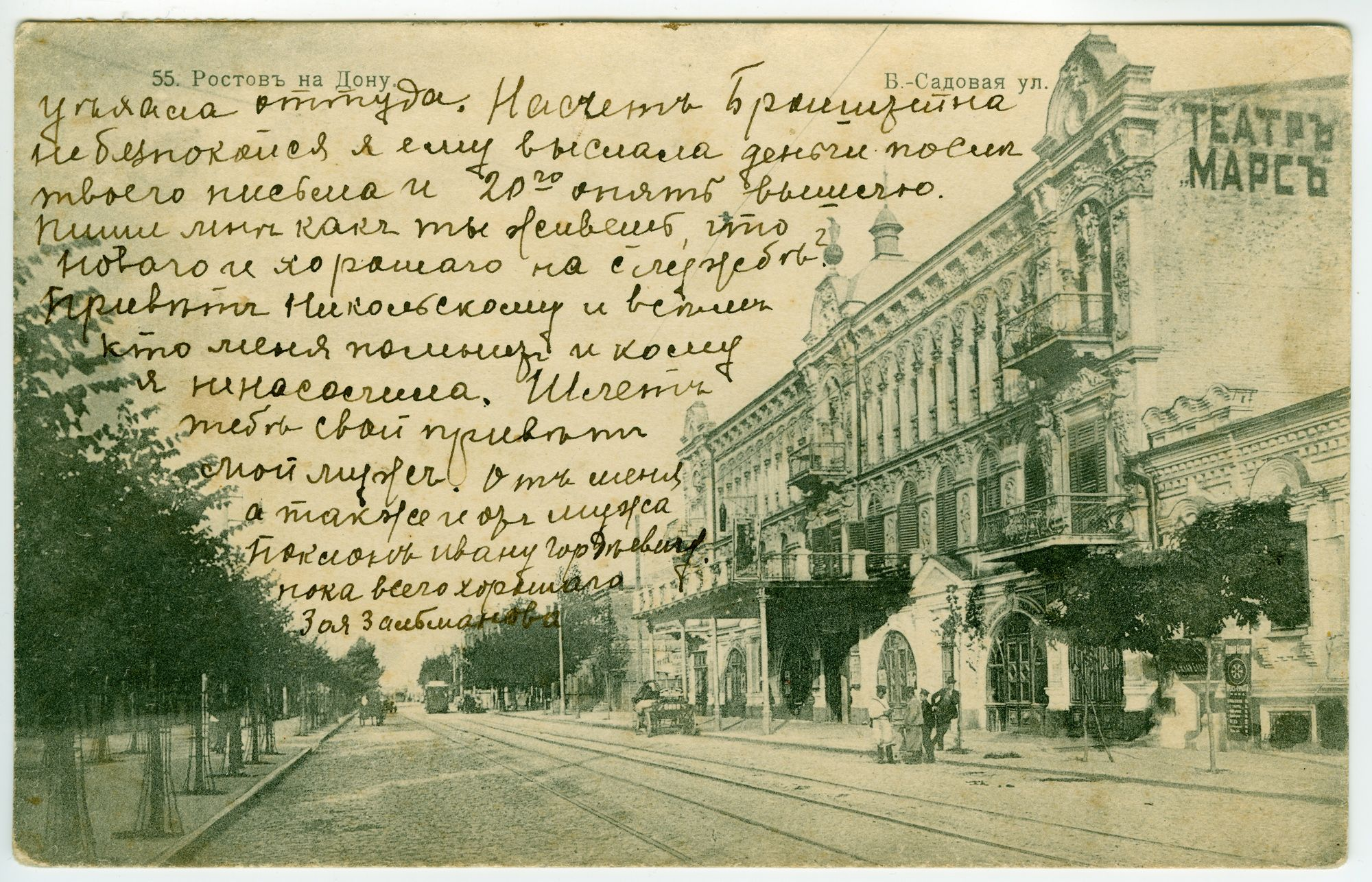
Кафе театр Марс. Парадный вход.

Трёхэтажный кирпичный дом на Большой Садовой улице в Ростове-на-Дону (доходный дом К. В. Чарахчианца) был построен в начале XX века. В центре здания, над парадным входом и по бокам, были устроены балконы. Здание украшала лепнина, венчающий карниз, пилястры, акротерий, барельефы. Первоначально третий этаж здания занимала гостиница. Здесь же находилось кафе-театр «Марс», ранее театр назывался «Пале-де-Кристаль», на первом этаже работали магазины.
Позже кафе было сдано в аренду «трудовому товариществу татар», в котором состояли И. Н. Хайбегов, А. Х. Димакаев и К. И. Бикеев. Каждый вечер в доме давались концерты, проходили встречи ростовских музыкантов.
В феврале 1917 году здание стало центром революционных событий. После Февральской революции здесь находился Ростово-Нахичеванский Совет рабочих депутатов, а затем — Военно-революционный комитет. В ноябре 1917 года в здании работал штаб подготовки вооружённого восстания против Донского правительства атамана Каледина, не признавшего октябрьскую революцию, объявшего Дон на военном положении и запретившего вывоз хлеба и угля в центральные районы России.
В 1927 году в здании был клуб металлистов. С 1935 года в здании разместилась ростовская филармония.
В 1976—1978 годах после реконструкции по проекту архитекторов Н. А. Сергеева и В. А. Королева здание получило современный вид.

## Руководство
Ростовскую государственную филармонию в разное время возглавляли: Г. С. Домбаев, И. К. Шапошников, А. П. Артамонов и Г. И. Безродный, А. М. Луковский, Н. С. Костарев, Э. В. Агопова, Б. Я. Чирвин, В. Н. Епифановский, Ф. И. Ищенко.
В настоящее время Ростовскую государственную филармонию возглавляет генеральный директор Оксана Ивановна Яковлева.